# John Pibush
John Pibush, né à Thirsk dans le North Riding (Yorkshire) et mort le 18 février 1601 à Camberwell en Angleterre, est un prêtre catholique anglais arrêté et exécuté sous le règne d'Élizabeth Ire. 

## Biographie
Né dans une famille fidèle à l'Église catholique, nous ne disposons que de peu d'informations sur son parcours. Les archives du collège anglais de Douai alors relocalisé à Reims en 1580 indiquent qu'il demeure sept longues années à se préparer à la prêtrise. Il est ordonné prêtre en mars 1587. De retour en Angleterre il doit vivre caché et exercer son ministère de manière secrète. Il finit par être capturé en janvier 1588 ou 89. Il passe le reste de sa vie en prison, s'échappant une fois mais toujours repris. D'abord emprisonné dans la prison de Gloucestershire il est ensuite transféré à la prison de Gatehouse à Londres. Il est renvoyé après jugement à Gloucester avant d'être une fois encore emprisonné à la prison de Marshalsea à Londres. Condamné à mort pour haute trahison en 1595 il attend son exécution pendant près de 5 ans. Il subit le traitement réservé au traître à savoir pendaison, éviscération et écartèlement.

## Vénération
Reconnu comme un martyr catholique, John Pibush est béatifié en 1929 par le pape Pie XI avec cent six autres catholiques martyrisés comme lui. Figurant aussi dans la liste des martyrs de Douai il est vénéré par l'Église catholique le 4 mai avec le groupe des Cent sept martyrs d'Angleterre et du pays de Galles et individuellement le 18 février.